# Esma Alić
Esma Alić (* 8. Oktober 2002 in Sarajevo) ist eine bosnische Skirennläuferin.

## Karriere
Alić erlernte das Skifahren im Alter von fünf Jahren. Ihr internationales Renndebüt gab sie am 29. November 2018 bei einem FIS-Riesenslalom in Sölden. Ihr erstes internationales Großereignis bestritt sie im Februar 2019 beim Europäischen Olympischen Winter-Jugendfestival in Sarajevo, wobei sie im Riesenslalom mit Platz 37 ihr bestes Ergebnis erreichte.
In den darauffolgenden Jahren startete sie hauptsächlich bei FIS-Rennen am Balkan so wie im benachbarten Ausland. Eine Ausnahme hierbei bildeten die Olympischen Jugend-Winterspiele in Lausanne, wobei sie hier sowohl im Riesenslalom als auch im Slalom ausschied.
2021 nahm Alić erstmals an Alpinen Skiweltmeisterschaften teil. Doch auch bei den Wettkämpfen in Cortina d’Ampezzo blieb sie sowohl im Riesenslalom als auch im Slalom ohne Platzierung. Zu Ende des Winters wurde sie erstmals bosnische Meisterin im Slalom.
Ihr erstes zählbares Ergebnis bei einem Großereignis gelang ihr 2022 bei den Olympischen Winterspielen in Peking mit dem 45. Platz im Riesenslalom.

## Erfolge

### Olympische Winterspiele
- Peking 2022: 45. Slalom, DSQ Riesenslalom

### Weltmeisterschaften
- Cortina d’Ampezzo 2021: DNF Riesenslalom, DNF Slalom
- Saalbach-Hinterglemm 2025: 22. Team-Kombination, 43. Riesenslalom

### Olympische Jugend-Winterspiele
- Lausanne 2020: DNF Riesenslalom, DNF Slalom

### Europäisches Olympisches Winter-Jugendfestival
- Sarajevo 2019: 37. Riesenslalom, DNF Slalom

### Weitere Erfolge
- 10 Siege bei FIS-Rennen
- Bosnische Meisterin im Slalom (2021)
- Bronze bei den bosnischen Meisterschaften im Riesenslalom (2019)